# Knollwood
Knollwood – miasto w Stanach Zjednoczonych, w stanie Teksas, w hrabstwie Grayson.